# Provinciale erfgoedsite

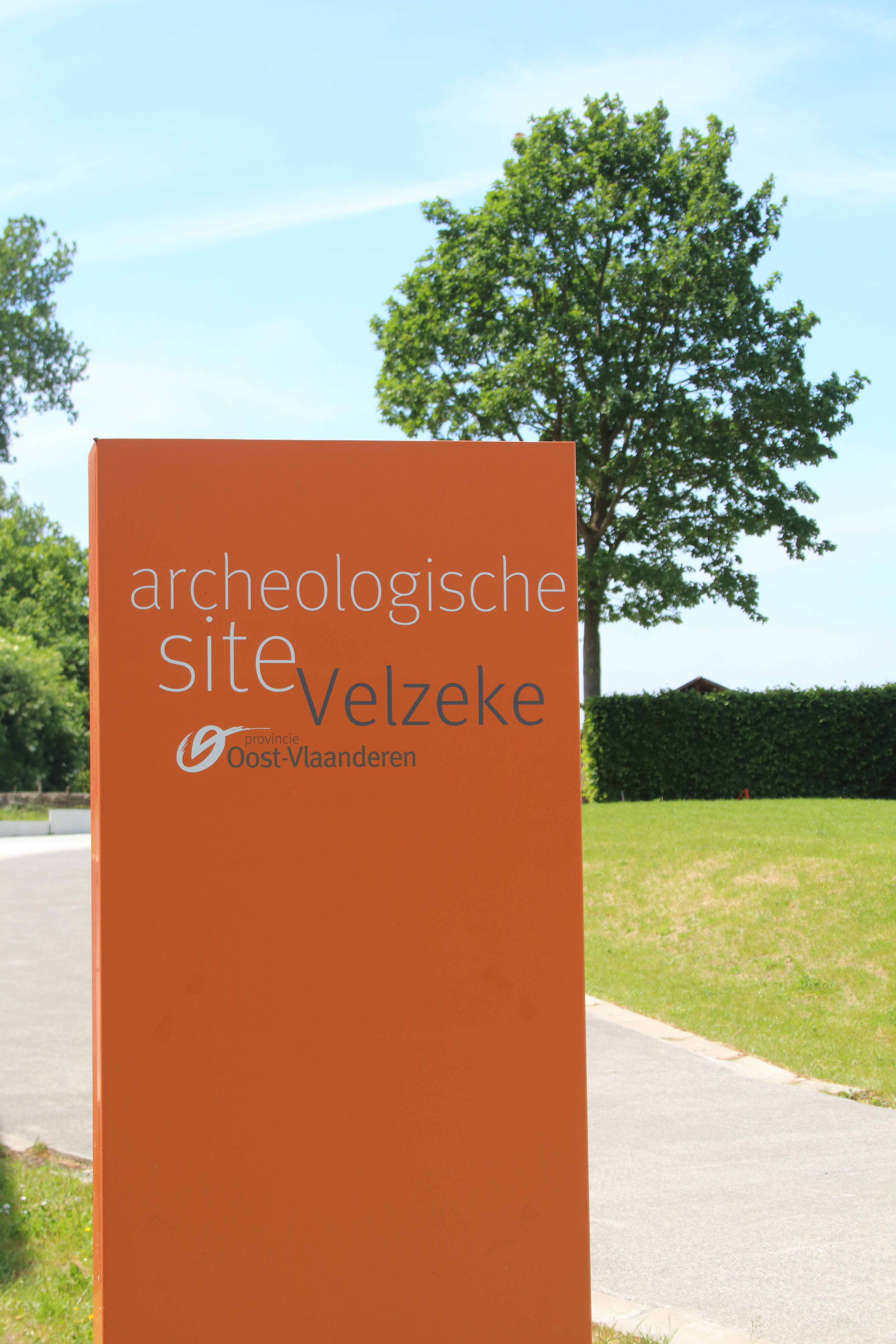
Provinciaal Archeocentrum Velzeke

Een provinciale erfgoedsite is een archeologische of historische plek in de Belgische provincie Oost-Vlaanderen waar erfgoed en geschiedenis centraal staan. Er zijn 5 provinciale erfgoedsites:
- Provinciale erfgoedsite Scheepswerven Baasrode
- Provinciale erfgoedsite Kasteel van Middelburg
- Provinciale erfgoedsite Ename
- Provinciale erfgoedsite Molencentrum MOLA
- Provinciaal Archeocentrum Velzeke